# Perus herrlandslag i fotboll
Perus herrlandslag i fotboll (spanska: Selección de fútbol del Perú) styrs av Federación Peruana de Fútbol (FPF) och representerar Peru i internationella fotbollsmatcher. Laget tävlar mot nio andra lag inom det sydamerikanska fotbollsförbundet - Conmebol, under Fifa. Perus landslag har tagit sig till slutspel i fem världsmästerskap, och lagets spelskicklighet har givit dem ett rykte som en av de bästa representanterna för sydamerikansk fotboll.
Peru spelade sin första officiella landskamp den 1 november 1927, då man föll med 0-4 mot Uruguay i Lima i samband med det sydamerikanska mästerskapet.
Perus storhet som fotbollsnation sträcker sig tillbaka till 1930-talet. Under detta årtionde deltog man i det första världsmästerskapet i fotboll, de kontroversiella olympiska sommarspelen 1936 och de vann sin första Copa América 1939. Lagets andra storhetstid sträckte sig från 1970 till 1980, då en gyllene generation av fotbollsspelare väckte fotbollsvärldens intresse och beundran. Den mest lysande stjärnan under denna period var Teófilo Cubillas, som gjorde fem mål i två olika finaler, och dennes attackstil blev synonym med peruansk fotboll under 1970-talet. Laget tog sig till slutspel i tre av de fyra världsmästerskap som hölls under denna tid och vann Copa América 1975.
I nuläget rankas det peruanska laget vanligen runt femtionde plats av Fifa. De senaste årens försök att ta sig vidare i världsmästerskapen misslyckades åtta gånger i rad fram tills Peru kvalificerade sig för VM 2018. Trots detta har enskilda peruanska fotbollsspelare blivit välkända, däribland Jefferson Farfán, Nolberto Solano, Claudio Pizarro, Juan Manuel Vargas och Paolo Guerrero, vilka alla är nyckelspelare i sina respektive lag. Lagets tränare är sedan 2015 Ricardo Gareca.
Perus hemmaställ och är en vit tröja med brett diagonalt rött band och vita byxor, medan bortastället är raka motsatsen.

## Nuvarande trupp
Följande 23 spelare blev uttagna till Världsmästerskapet i fotboll 2018.
Antal landskamper och mål är korrekta per den 21 juni 2018 efter matchen mot Frankrike.
| Nr | Pos. | Namn                | Födelsedatum (ålder)      | Matcher | Mål |               | Klubb                |
| -- | ---- | ------------------- | ------------------------- | ------- | --- | ------------- | -------------------- |
| 1  | MV   | Pedro Gallese       | 23 april 1990 (28 år)     | 40      | 0   | Mexiko        | Veracruz             |
| 12 | MV   | Carlos Cáceda       | 27 september 1991 (26 år) | 6       | 0   | Mexiko        | Veracruz             |
| 21 | MV   | José Carvallo       | 1 mars 1986 (32 år)       | 6       | 0   | Peru          | UTC                  |
|    |      |                     |                           |         |     |               |                      |
| 2  | F    | Alberto Rodríguez   | 31 maj 1984 (34 år)       | 76      | 0   | Colombia      | Atlético Junior      |
| 3  | F    | Aldo Corzo          | 20 maj 1989 (29 år)       | 26      | 0   | Peru          | Universitario        |
| 4  | F    | Anderson Santamaría | 10 januari 1992 (26 år)   | 7       | 0   | Mexiko        | Puebla               |
| 5  | F    | Miguel Araujo       | 24 oktober 1994 (23 år)   | 8       | 0   | Peru          | Alianza Lima         |
| 6  | F    | Miguel Trauco       | 25 augusti 1992 (25 år)   | 29      | 0   | Brasilien     | Flamengo             |
| 15 | F    | Christian Ramos     | 4 november 1988 (29 år)   | 70      | 3   | Mexiko        | Veracruz             |
| 17 | F    | Luis Advíncula      | 2 mars 1990 (28 år)       | 69      | 0   | Mexiko        | BUAP                 |
| 22 | F    | Nilson Loyola       | 26 oktober 1994 (23 år)   | 3       | 0   | Peru          | Melgar               |
|    |      |                     |                           |         |     |               |                      |
| 7  | MF   | Paolo Hurtado       | 27 juli 1990 (27 år)      | 33      | 3   | Portugal      | Vitória de Guimarães |
| 8  | MF   | Christian Cueva     | 23 november 1991 (26 år)  | 48      | 8   | Brasilien     | São Paulo            |
| 13 | MF   | Renato Tapia        | 28 juli 1995 (22 år)      | 34      | 3   | Nederländerna | Feyenoord            |
| 14 | MF   | Andy Polo           | 29 september 1994 (23 år) | 17      | 1   | USA           | Portland Timbers     |
| 16 | MF   | Wilder Cartagena    | 23 september 1994 (23 år) | 3       | 0   | Mexiko        | Veracruz             |
| 19 | MF   | Yoshimar Yotún      | 7 april 1990 (28 år)      | 76      | 2   | USA           | Orlando City         |
| 20 | MF   | Edison Flores       | 14 maj 1994 (24 år)       | 32      | 9   | Danmark       | AaB                  |
| 23 | MF   | Pedro Aquino        | 13 april 1995 (23 år)     | 16      | 0   | Mexiko        | León                 |
|    |      |                     |                           |         |     |               |                      |
| 9  | A    | Paolo Guerrero      | 1 januari 1984 (34 år)    | 90      | 34  | Brasilien     | Flamengo             |
| 10 | A    | Jefferson Farfán    | 26 oktober 1984 (33 år)   | 86      | 25  | Ryssland      | Lokomotiv Moskva     |
| 11 | A    | Raúl Ruidíaz        | 25 juli 1990 (27 år)      | 32      | 4   | Mexiko        | Morelia              |
| 18 | A    | André Carrillo      | 14 juni 1991 (27 år)      | 48      | 5   | Portugal      | Benfica              |

## Meriter
- VM i fotboll: 1930, 1970, 1978, 1982, 2018
  - VM-kvartsfinal 1970
- Copa América: mästare 1939, 1975
- Olympiska spelen: 1936, 1960

## Kända spelare
- Teófilo Cubillas
- Claudio Pizarro
- Nolberto Solano
- Jefferson Farfán
- Paolo Guerrero
- Juan Manuel Vargas